# Mikuma
Le Mikuma (三隈, Mikuma) a été la seconde unité de la cinquième classe de croiseurs, la classe Mogami, construite pour la Marine impériale japonaise, sous l'emprise des traités de limitation des armements navals de 1922. Avec un déplacement déclaré de moins de 10 000 tonnes, et armé de canons de 155 mm, c'était un « croiseur léger », au sens du traité naval de Londres de 1930. Mais toutes ses autres caractéristiques étaient les mêmes que celles des « croiseurs lourds ». Aussi, après que l'empire du Japon se fut affranchi du respect des stipulations des traités de limitations des armements navals, la batterie de 155 mm des navires de la classe Mogami a été remplacée par une batterie de 203 mm, ce qui fit de ces navires des puissants croiseurs lourds. Le 6 juin 1942, le Mikuma fut le premier croiseur lourd japonais détruit lors de la bataille de Midway, face aux États-Unis.

## Arrière-plan, construction et caractéristiques

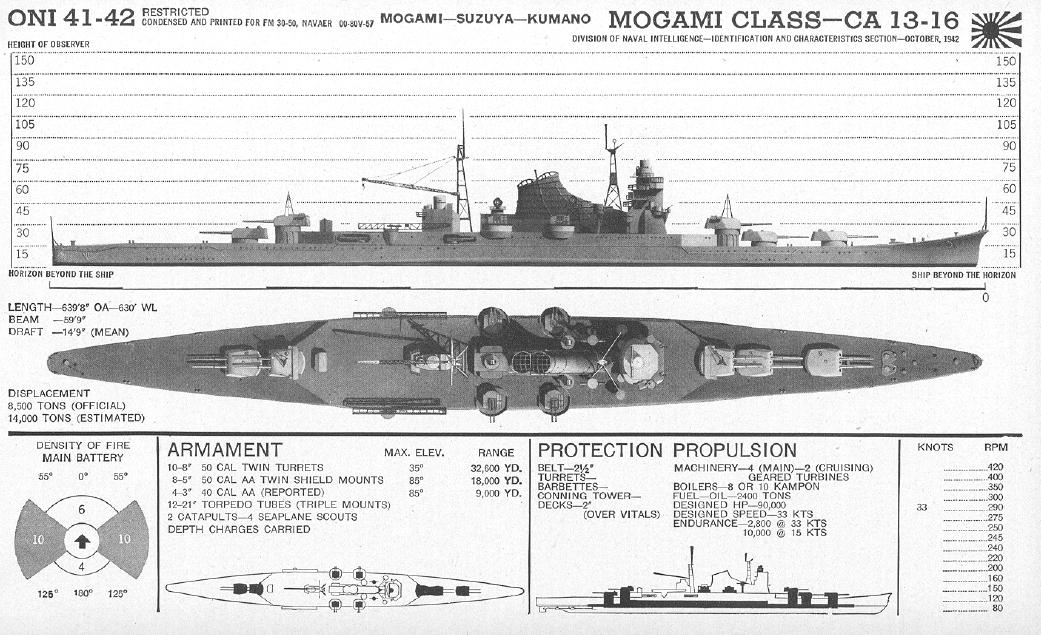
Dessin des croiseurs de la, avec un armement de croiseur lourd.

Le traité naval de Londres de 1930 a introduit une distinction entre les croiseurs, selon le calibre de leur artillerie principale, inférieur ou égal à 155 mm, pour les croiseurs dès lors communément désignés comme croiseurs « légers », supérieur à 155 mm, et au plus égal à 203 mm (huit pouces) pour les « croiseurs lourds » Pour autant, aucune limite de déplacement ne s'appliquait aux croiseurs légers, autre que la limite maximale de 10 000 tonnes, fixée pour les croiseurs par le traité de Washington de 1922. Par ailleurs, le traité de Londres de 1930 aboutissait à bloquer la construction de nouveaux croiseurs lourds.
Les derniers croiseurs japonais construits sous l'emprise du traité de Washington portaient cinq tourelles doubles de 203 mm, avec un déplacement déclaré (mais sous-estimé) de 10 000 tonnes, avec une vitesse de l'ordre de 34-35 nœuds. Le haut-commandement naval japonais résolut de construire, dans le cadre du Premier Programme de Renforcement de 1931, des bâtiments portant le même nombre de tourelles, mais avec trois canons de 155 mm par tourelle, au lieu de deux canons de 203 mm, et avec des caractéristiques de déplacement, de protection équivalentes aux croiseurs précédemment construits, et une vitesse légèrement supérieure, atteignant 37 nœuds.
L'artillerie principale du Mogami et de son sister-ship, le Mikuma, était donc composée, à l'avant, de trois tourelles triples de 155 mm et deux tourelles triples à l'arrière. À la différence des classes précédentes, classes Myōkō et Takao, la tourelle superposée avant était la tourelle no 3 et non pas la tourelle no 2, ce qui a conduit à intégrer la barbette des tourelles surélevées dans la superstructure. L'artillerie secondaire consistait en quatre tourelles doubles de 127 mm de Type 89, batterie qui allait être installée sur les croiseurs des classes précédentes, à la place d'une batterie de 120 mm, à l'occasion de prochaines refontes. L'artillerie anti-aérienne rapprochée comptait quatre affûts simples de canons Vickers de 40 mm.
Les croiseurs de la classe Mogami ont disposé de quatre plates-formes triples lance-torpilles de 610 mm (Longues Lances), et de deux catapultes pour mettre en l'air trois hydravions. Le blindage sur les magasins était équivalent à celui de la classe Takao, mais plus léger sur les flancs et les ponts. La puissance des machines (quatre turbines à engrenages Kampon, alimentées par dix chaudières) devait permettre de développer 152 000 ch, pour filer 37 nœuds.
Construit par les chantiers navals Mitsubishi de Nagasaki, mis sur cale le 24 décembre 1931, lancé le 31 mars 1934, armé le 29 août 1935, le Mikuma avait une longueur de 198,06 m, à la flottaison (201,60 m, hors tout), un maitre-bau de 19,20 m, un tirant d'eau de 5,90 m, et un déplacement de 8 500 tonnes
À leur mise en service, le Mogami et son sister-ship, le Mikuma n'étaient pas sans défauts. Pour maintenir le déplacement dans des limites permettant de garder la fiction du respect de la limite de déplacement de 10 000 tonnes, il avait fallu substituer largement la soudure au rivetage, mais cette technique n'était pas encore bien maîtrisée par l'industrie japonaise et il en résulta une faiblesse structurelle de la coque, qui subit des dommages lors des essais d'artillerie et de vitesse. Par ailleurs, les deux bâtiments souffraient d'un excès de poids dans les hauts qui nuisait à leur stabilité. Ils furent très vite renvoyés à l'arsenal de Kure pour qu'on y portât remède. Ils en ressortirent dotés de “bulges” (compartiments de la coque provoquant un renflement, en anglais : « bulge »), pour accroître la stabilité, et ils eurent leurs membrures renforcées. Ils déplaçaient alors 11 200 tonnes, et ils avaient leur vitesse maximale réduite d'un nœud.
L'artillerie anti-aérienne rapprochée en place lors de la mise en service était, on l'a vu plus haut, du matériel britannique, qui correspondait à un “Pom-Pom” en affût simple. Sa cadence de tir et sa portée étant jugées insuffisantes, elle a été remplacée par des canons antiaériens de 25 mm Type 96 multitubes dérivés du matériel français Hotchkiss de 25 mm, qui ont constitué l'arme de base de la défense contre-avions rapprochée de la Marine impériale japonaise pendant la guerre. On en installa quatre affuts doubles autour du bloc passerelle, et quatre mitrailleuses simples de 13,2 mm.

Contrairement aux croiseurs des classes Myōkō et Takao, lorsqu'ils ont été refondus, ils ne furent pas dotés de plates-formes lance-torpilles quadruples.
Lors d'une nouvelle refonte, en 1939, les tourelles triples de 155 mm furent remplacés par des tourelles doubles de 203 mm,, sur les quatre croiseurs de la classe, ce qui leur a donné une puissance de feu équivalente à celle de croiseurs lourds. Un nouveau bulge a été ajouté à hauteur de la ligne de flottaison, et leur maitre-bau en fut porté à 20,19 m. Leur déplacement atteignit 12 400 tonnes et leur vitesse fut réduite à 34 ¾ nœuds.

Une refonte de l'armement principal fit passer ce croiseur léger dans la catégorie des croiseurs lourds. Les cinq tourelles triples de 155 mm furent débarquées et remplacées par des tourelles doubles de 203 mm. C'est dans cette configuration qu'il entra dans la 2e guerre mondiale. Ces tourelles triples, maintenant disponibles, allaient être réutilisées comme armements secondaires, sur les cuirassés de classe Yamato.

## Service
Le Mogami, comme les autres croiseurs de sa classe, a fait partie de la 7e Division de Croiseurs, dont le contre-amiral Kurita a reçu le commandement en novembre 1940.

### Pendant l'offensive japonaise (décembre 1941 - avril 1942)

#### Indochine, Malaisie, Insulinde
En juillet 1941, le Mikuma a participé à l'occupation de la Cochinchine (Sud de l'Indochine française), depuis sa base d'opérations avancées, à Hainan, après que le Japon et les autorités françaises de Vichy eurent conclu une entente sur l'utilisation des installations portuaires et des aérodromes. Au moment de l'attaque de Pearl Harbor, le Mikuma, au sein de la 7e division de croiseurs, était chargé de couvrir l'invasion de la Malaisie dirigée par le vice-amiral Ozawa, à la tête de la 1re Flotte expéditionnaire du Sud, en fournissant un soutien rapproché des débarquements de troupes japonaises à Singora, Pattani et à Kota Bharu.
En décembre 1941 il fut chargé de l'invasion de Sarawak avec son sister-ship, le Mogami, protégeant les débarquements de troupes japonaises à Kuching. En février 1942, le Mikuma fut chargé de couvrir les débarquements de troupes à Java, Bornéo et Sumatra. Le 10 février 1942, le Mikuma et le Chokai furent attaqués par l'USS Searaven (en) qui a lancé quatre torpilles, qui toutes manquèrent leurs cibles.

#### La bataille du détroit de la Sonde
Le lendemain de la bataille de la mer de Java, le 28 février 1942, à 23 h, le Mikuma et le Mogami, le destroyer Shikinami, le croiseur léger Natori et les destroyers Shirakumo, Murakumo, Shirayuki, Hatsuyuki et Asakaze engagèrent le combat à coups de canons et de torpilles avec le croiseur américain USS Houston et le croiseur australien HMAS Perth dans le détroit de la Sonde. Les deux croiseurs alliés furent coulés durant l'engagement, comme le Ryujo Maru, transport japonais qui avait à son bord le commandant de la 16e Armée impériale japonaise, le lieutenant-général Hitoshi Imamura qui survécut au naufrage.
En mars, le Mikuma et la 7e division de croiseurs furent basés à Singapour pour couvrir les débarquements japonais à Sumatra et pour prendre les îles Andaman, au large de la côte de Birmanie, dans le golfe de Bengale.

#### Raid dans le golfe du Bengale
Le 1er avril 1942, la 7e division de croiseurs qui se trouvait à l'île de Mergui, a été rejointe par le Chokai de la 4e division de croiseurs, qui portait la marque du vice-amiral Ozawa pour participer à des raids dans le golfe du Bengale. Pour chasser le trafic commercial avec l'Inde, le Mikuma, le Mogami et le destroyer Amagiri formèrent le « Groupe Sud », le Suzuya et le Kumano (navire amiral du contre-amiral Kurita), constituaient le « Groupe Nord », le Chokai et la 20e flottille de destroyers, avec le croiseur léger Yura, le porte-avions Ryūjō et les destroyers Ayanami, Yugiri, Asagiri et le Shiokaze (en) pouvait renforcer l'un ou l'autre groupe. Durant l'opération, le « Groupe Sud » revendiqua la destruction des navires marchands britanniques Daedanus (7 726 tonnes), Ganara (5 281 tonnes) et Indora (6 622 tonnes), faisant route de Calcutta à l'île Maurice.
Le 22 avril, la 7e division de croiseurs retourna à Kure, et le Mikuma entra en cale sèche en réparations. Il n'a donc pas participé à la bataille de la Mer de Corail. Le 26 mai, la 7e division de croiseurs arriva à Guam pour assurer un appui rapproché du groupe de transport qui, aux ordres du contre-amiral Tanaka, devait acheminer les troupes chargées de l'invasion de Midway.

### La bataille de Midway
Le Mikuma, commandé par le capitaine de vaisseau (en japonais : daisa) Shakao Sakiyama, faisait partie de la 7e division de croiseurs du vice-amiral Kurita, promu à ce grade le 1er mai. Cette escadre de soutien rapproché des forces de débarquements japonaises, composée de quatre croiseurs lourds, le Kumano (navire-amiral), le Suzuya, le Mikuma et le Mogami, et de deux destroyers, devait couvrir le débarquement de troupes prévu sur l'atoll de Midway. Cette opération était destinée à entraîner une « bataille décisive » entre les corps de bataille japonais, centré sur les cuirassés Yamato, Nagato et Mutsu, et américain, réduit à trois porte-avions. Mais le 4 juin, le fer de lance, les quatre porte-avions lourds japonais, lancés en avant-garde, ont été envoyés par le fond.
Le 5 juin, l'amiral Yamamoto, Commandant-en-Chef de la Flotte Combinée, a néanmoins ordonné à la 7e division de croiseurs de se porter sur les îles Midway pour effectuer un bombardement préparatoire au débarquement japonais, prévu par le « plan MI ». La 7e division de croiseurs et la 8e flottille de destroyers se sont trouvées à 410 milles au large de Midway, après une pointe de vitesse à 35 nœuds. La mer était houleuse et les destroyers étaient à la traîne. À 21 h 20, l'ordre fut annulé. Cependant, cet élan plaçait la 7e division de croiseurs à proximité du sous-marin USS Tambor (en), dont le commandant a signalé par radio à Midway « des navires non identifiés ». Les veilleurs du croiseur Kumano ont repéré le submersible et le vice-amiral Kurita a, de son côté, ordonné un virage à 45° sur la gauche pour en éviter une attaque. Le virage d'urgence fut correctement exécuté par le navire amiral et le Suzuya, mais le troisième navire de la ligne, le Mikuma, effectua à tort un virage à 90°, coupant la route du Mogami qui, derrière lui, tournait à 45° comme ordonné. Le Mogami l'éperonna par bâbord arrière, en dessous du pont. L'étrave du Mogami céda et il fut gravement endommagé. Les dégâts importants du Mikuma (une brèche de 20 m sur 6 m) et l'étrave écrasée du Mogami n'arrêtèrent pas les navires, mais les ralentirent fortement. Les réservoirs de mazout à bâbord du Mikuma étaient crevés et il commençait à perdre du pétrole, mais pour le reste, les dommages étaient faibles. Les destroyers Arashio et Asashio reçurent l'ordre de rester pour escorter le Mogami et le Mikuma.
Sur l'USS Enterprise, le vice-amiral Spruance a lancé, à 15h, trente SBD Dauntless de son porte-avions et vingt-six du USS Hornet. À 18 h 20, et à 450 km de leurs porte-avions, un pilote des Dauntless aperçut seulement un destroyer nippon, le Tanikaze, commandé par le commandant Matomi Katsumi, qui ralliait à toute vitesse le Corps principal de l'amiral Yamamoto. Le lieutenant de vaisseau Shimway ordonne l'attaque de ses cinquante-huit bombardiers en piqué. Aucune bombe ne le toucha ! Mieux, les petits canons antiaériens du destroyer abattent un des avions. Plus tard, il évitera aussi une attaque à haute altitude de bombardiers B-17 venant de Midway.

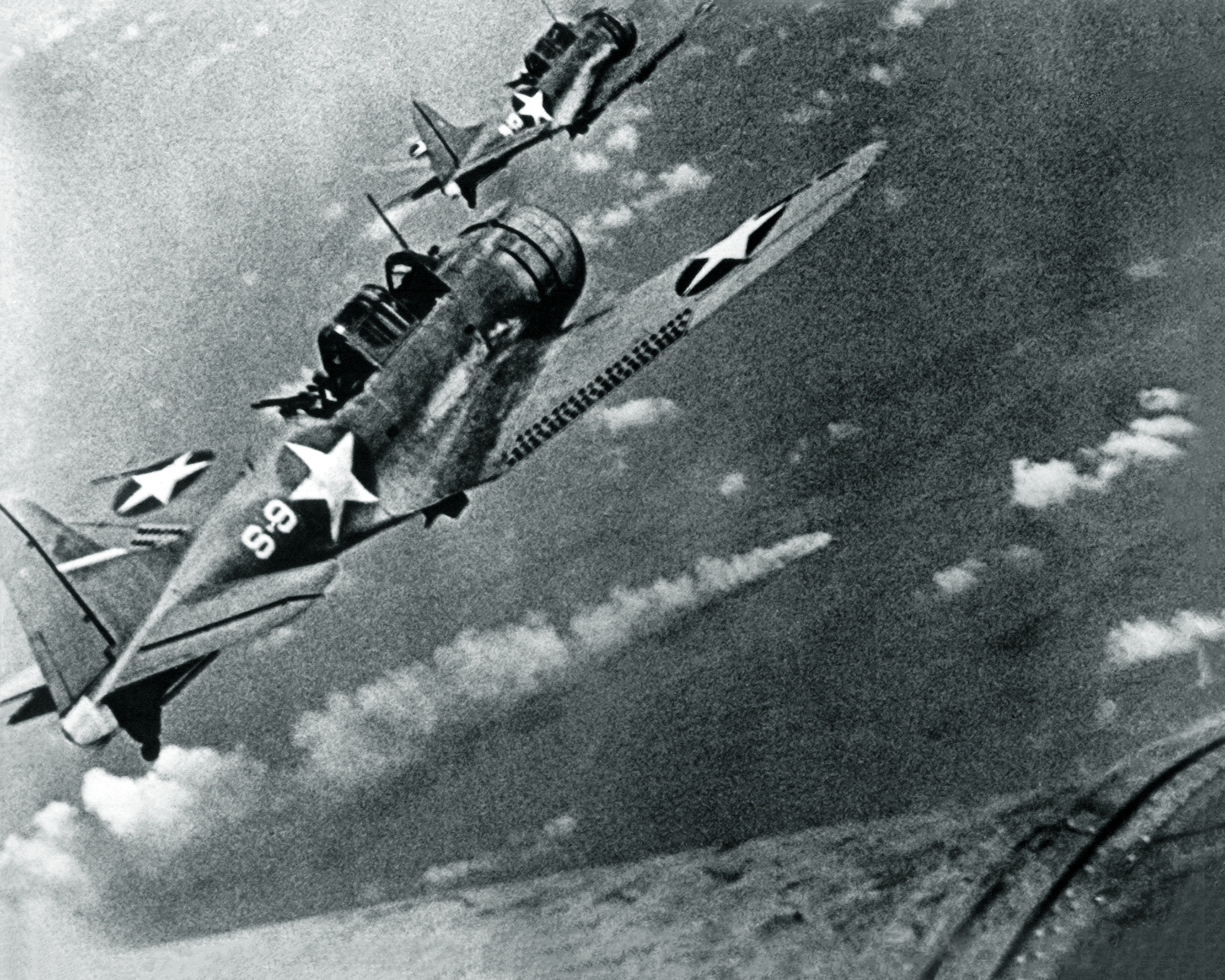
Des Dauntless de l' près de plonger sur le Mikuma en flammes, le 6 juin 1942.

Le matin suivant le 6 juin 1942, les deux croiseurs endommagés, Mikuma et Mogami, et leur escorte, se dirigeaient à faible allure vers l'île de Wake.
À l'aube du 6 juin à 5 h 10, une reconnaissance de dix-huit Dauntless non armés mais dotés de réservoirs supplémentaires, est lancée. À 6 h 45, un des avions repère deux « cuirassés » apparemment endommagés filant à quinze nœuds. Ayant capté par radio ce message, le capitaine Simard ordonne une attaque avec une douzaine d'appareils. À 7h ce sont à nouveau six SBD-2 (capitaine Tyler) et six SBD-3 (capitaine Flemming) de la VMSB-241 qui décollent de l'aérodrome d'Eastern, sur les îles Midway. À 8 h 15, les six bombardiers Dauntless de l'US Marine Corps et six Vindicators attaquèrent les deux croiseurs japonais endommagés, mais ils n'ont obtenu que plusieurs coups... ratés de peu.

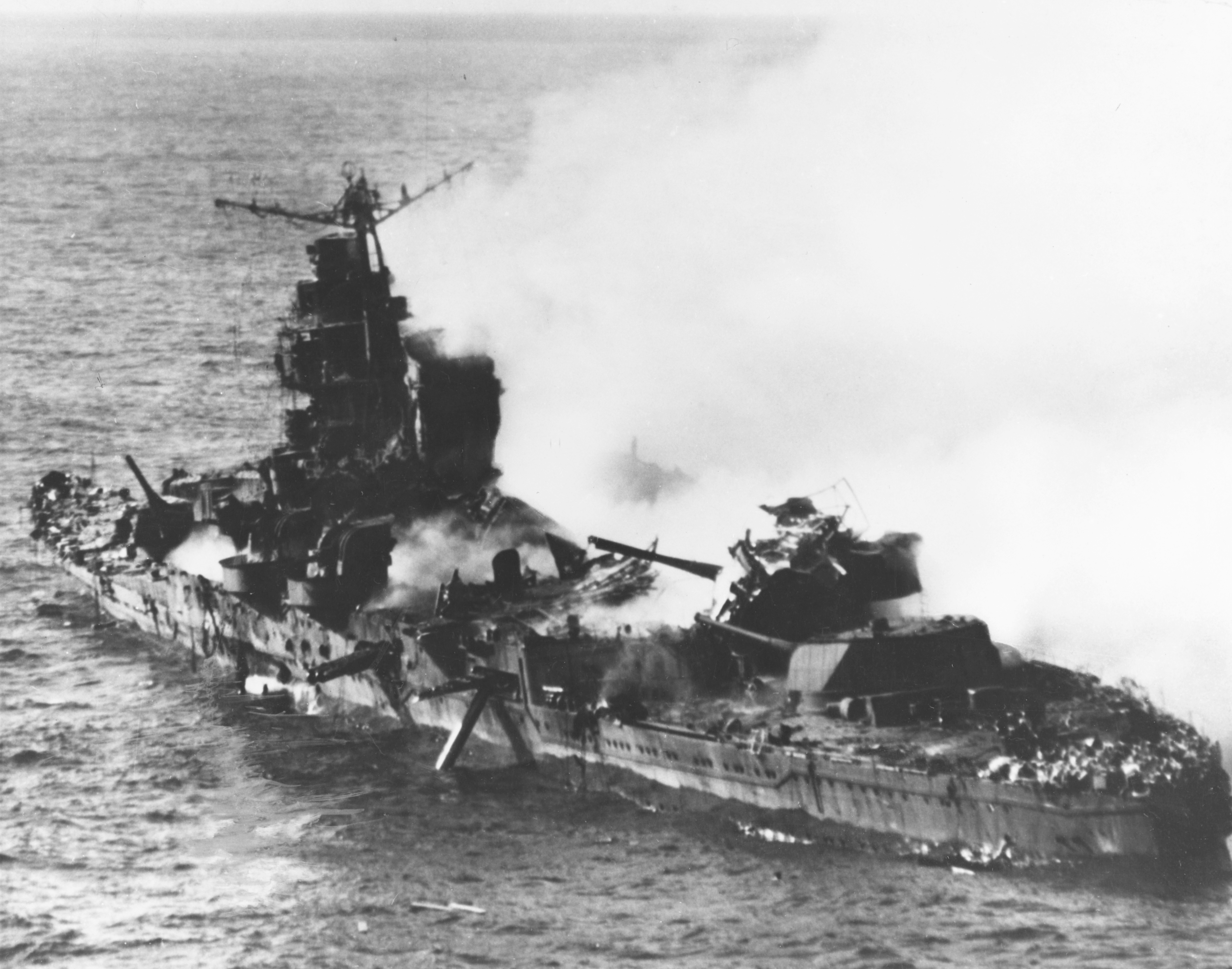
L’agonie du Mikuma.

C'est à ce moment-là que se situerait l'un des actes les plus héroïques de la bataille de Midway. Le capitaine Richard E. Fleming, du Corps des Marines, à bord de son Vindicator, affronte le rideau de la DCA du croiseur Mikuma. Laissant le reste de sa formation, il plonge à une altitude dangereusement basse de 400 pieds (120 m), s'exposant aux tirs japonais afin de frapper le navire et poursuivant son attaque jusqu'à une altitude de 500 pieds, largue sa bombe puis s'écrase en mer en flammes. Un mythe né après la guerre raconte comment, son appareil criblé d'éclats, il fonce sur le croiseur et s'écrase en plein milieu de la tourelle supérieure arrière (Richard E. Fleming,USMC (en)). Il reçoit la plus haute distinction américaine, la Médaille d'Honneur, à titre posthume. La citation l'accompagnant ne fait aucunement mention d'un « crash » volontaire sur le Mikuma.
Les croiseurs ont été attaqués de nouveau par trois vagues successives (à 9 h 30, 10 h 45 et 12 h 30), par 31 bombardiers en piqué Dauntless, des torpilleurs Devastators et des Wildcats lancés du USS Enterprise  et du USS Hornet. Une bombe s'écrase violemment sur le demi-côté du croiseur Mikuma avec le résultat que la face de la première tourelle fut détruite. Le Mikuma fut ensuite touché par au moins cinq bombes et prit feu. Ses torpilles se sont enflammées et les explosions qui en ont résulté ont détruit le navire. Le commandant Sakiyama est grièvement blessé. L’Arashio et l'Asashio ont été chacun touchés par une bombe. Le Mogami quant à lui, fut touché par six bombes. Finalement, le Mikuma chavire sur bâbord et coule avec 650 hommes. Les destroyers recueillent 240 hommes parmi lesquels le commandant Sakiyama, qui mourra de ses blessures quelques jours plus tard, et sera nommé contre-amiral à titre posthume,.